# Reyes (Familienname)
Reyes ist ein spanischer Familienname. Zu Herkunft und Bedeutung siehe beim Vornamen Reyes.

## Namensträger

### A
- Abdón Reyes, uruguayischer Fußballspieler
- Adrián Reyes (* 2000), panamaischer Leichtathlet
- Al Reyes (* 1970), US-amerikanischer Baseballspieler
- Alejandro Reyes (Politiker) (1825–1884), chilenischer Politiker
- Alejandro Reyes (Fußballspieler) (* 1984), uruguayischer Fußballspieler
- Alejandro Reyes (Squashspieler) (* 1996), mexikanischer Squashspieler
- Alen Reyes, uruguayischer Radsportler
- Alfonso Reyes (Dichter) (1889–1959), mexikanischer Dichter, Essayist und Diplomat
- Alfonso Reyes (Basketballspieler) (* 1971), spanischer Basketballspieler
- Alfonso Reyes Ramos (1913–1969), mexikanischer Geistlicher, Bischof von Ciudad Valles
- Alina Reyes (* 1956), französische Schriftstellerin
- André Reyes, Sohn von José Reyes (Sänger)
- Andy Reyes (* 1999), costa-ricanischer Fußballspieler
- Ángel Reyes (1889–1941), kubanischer Komponist und Violinist
- Angelo Reyes (1945–2011), philippinischer Politiker
- Anthony Reyes (* 1981), US-amerikanischer Baseballspieler
- Antonio Romero Reyes (1874–1928), genannt „El Tripa“, spanischer Flamencogitarrist aus Linares
- Aurora Reyes Flores (1908–1985), mexikanische Künstlerin

### B
- Benjamin Barrera y Reyes (1902–1999), salvadorianischer Ordensgeistlicher, Bischof von Santa Ana
- Bernardo Reyes (1850–1913), mexikanischer General und Politiker

### C
- Canuto Reyes, mexikanischer Revolutionär
- Canuto José Reyes y Balladares (1863–1951), nicaraguanischer römisch-katholischer Geistlicher, Bischof von Granada
- Carina Baltrip-Reyes (* 1998), panamaische Fußballspielerin
- Carlos Reyes (Sänger) (1934–1995), argentinischer Tangosänger
- Carlos Reyes (Lyriker) (* 1935), US-amerikanischer Lyriker und Hochschullehrer
- Carlos Reyes (Fußballspieler, 1956) (Carlos Reyes Argibay, 1956–2009), uruguayischer Fußballspieler
- Carlos Reyes (Fußballspieler, 1973) (Carlos Roberto Reyes Berríos, * 1973), chilenischer Fußballspieler
- Carlos Reyes (Fußballspieler, 1977) (Carlos Mariano Reyes Contreras, * 1977), dominikanischer Fußballspieler
- Cristo Reyes (* 1987), spanischer Dartspieler

### D
- Daniel Reyes (* 1972), kolumbianischer Boxer
- David Reyes (* 1985), chilenischer Fußballspieler
- Dennys Reyes (* 1977), mexikanischer Baseballspieler
- Diego Antonio Reyes (* 1992), mexikanischer Fußballspieler
- Diego Reyes Sandoval (* 1990), honduranischer Fußballspieler
- Diego Reyes (Rugbyspieler) (* 1980), uruguayischer Rugby-Union-Spieler

### E
- Edarlyn Reyes (* 1997), dominikanischer Fußballspieler
- Efren Reyes (* 1954), philippinischer Poolbillardspieler
- Eladio Reyes (* 1948), peruanischer Fußballspieler
- Enmanuel Reyes (* 1992), spanischer Boxer
- Ermen Reyes-Napoles (* 1989), deutscher Basketballspieler
- Ernesto Soto Reyes (1899–1972), mexikanischer Diplomat
- Ernie Reyes, Jr. (* 1972), US-amerikanischer Schauspieler, Kampfsportler, Choreograf, Regisseur und Produzent

### F
- Faustino Reyes (* 1975), spanischer Boxer
- Felipe Reyes (* 1980), spanischer Basketballspieler
- Fernando Reyes (* 2004), salvadorianischer Leichtathlet
- Francisco Reyes (Fußballspieler, 1941) (1941–1976), paraguayischer Fußballspieler
- Francisco Reyes (Schauspieler) (* 1974), spanischer Schauspieler
- Francisco Reyes (Fußballspieler, 1990) (* 1990), honduranischer Fußballspieler
- Francisco Reyes Morandé (* 1954), chilenischer Schauspieler
- Franklin Reyes († 2014), kubanischer Fotograf und Fotojournalist

### G
- Gabriel M. Reyes (1892–1952), philippinischer Geistlicher, Erzbischof von Manila
- Gabriel Villaruz Reyes (* 1941), philippinischer Geistlicher, Bischof von Antipolo
- Gastón Reyes (* 1993), uruguayischer Gewichtheber
- Gerardo Humberto Flores Reyes (1925–2022), guatemaltekischer Geistlicher, Bischof von Verapaz, Cobán
- Germán Reyes (1902–1970), chilenischer Fußballspieler
- Guillermo Reyes (* 1986), uruguayischer Fußballspieler

### H
- Henry Darío Mejía Reyes (1991–2014), honduranischer Fußballspieler, siehe Henry Mejía
- Hernando Siles Reyes (1882–1942), bolivianischer Jurist
- Hipólito Reyes Larios (1946–2021), mexikanischer Geistlicher, Erzbischof von Jalapa

### I
- Isaac Reyes, US-amerikanischer Schauspieler
- Israel Reyes (* 2000), mexikanischer Fußballspieler

### J
- Jaime Reyes Salazar, mexikanischer Fußballspieler
- Jesús Reyes Ferreira (1880–1977), mexikanischer Künstler
- Jimmy Reyes (* 1989), dominikanischer Fußballspieler
- Joaquín Reyes (* 1974), spanischer Komiker, Schauspieler und Zeichner
- Joaquín Do Reyes (1905–1987), argentinischer Bandoneonist, Bandleader und Tangokomponist
- Joaquín Reyes Chávez (* 1978), mexikanischer Fußballspieler
- Joel Reyes (* 1972), chilenischer Fußballspieler
- Jonny Eduardo Reyes Sequera (* 1952), venezolanischer Ordensgeistlicher, Apostolischer Vikar von Puerto Ayacucho
- Jorcerys Montilla Reyes (* 1995), venezolanische Schachspielerin, siehe Jorcerys Montilla
- José Reyes (Komponist) (1835–1905), dominikanischer Komponist
- José Reyes (Sänger) (1928–1979), französischer Flamencosänger
- José Reyes (Baseballspieler) (* 1983), dominikanischer Baseballspieler
- José Reyes Meza (* 1924), mexikanischer Künstler
- José Antonio Reyes (1983–2019), spanischer Fußballspieler
- José Pilar Reyes (* 1955), mexikanischer Fußballtorwart

- Juan Reyes (Radsportler) (* 1944), kubanischer Radrennfahrer
- Juan Reyes (Schachspieler) (* 1963), peruanischer Schachspieler
- Juan Bautista Espínola Reyes (1894–1923), dominikanischer Musiker und Komponist
- Juan Carlos Reyes (* 1976), uruguayischer Fußballspieler
- Judy Reyes (* 1967), US-amerikanische Schauspielerin und Drehbuchautorin

### K
- Kamar de los Reyes (1967–2023), US-amerikanischer Schauspieler
- Kevin Reyes (* 1999), salvadorianischer Fußballspieler
- Kristófer Reyes (* 1997), philippinisch-isländischer Fußballspieler
- Krystal Reyes (* 1996), philippinischer Schauspielerin
- Kyle Reyes (* 1993), kanadischer Judoka

### L
- Lisandro Fernandez Reyes (* 1983), kolumbianischer Schachspieler
- LJ Reyes (* 1987), philippinische Schauspielerin
- Lorenzo Reyes (* 1991), chilenischer Fußballspieler
- Lucha Reyes (Sängerin, 1906) (1906–1944), mexikanische Sängerin und Schauspielerin
- Lucha Reyes (Sängerin, 1936) (1936–1973), peruanische Sängerin
- Luis Reyes (Fußballspieler, 1911) (* 1911), bolivianischer Fußballspieler
- Luis Reyes (Fußballspieler, 1954) (* 1954), kolumbianischer Fußballspieler
- Luis Reyes (Leichtathlet, 1968) (* 1968), mexikanischer Langstreckenläufer
- Luis Reyes (Fußballspieler, 1976) (* 1976), bolivianischer Fußballspieler
- Luis Reyes (Leichtathlet, 2000) (* 2000), chilenischer Leichtathlet
- Luis Reyes Ayala (1914–2008), mexikanischer Fußballspieler
- Luis Bedoya Reyes (1919–2021), peruanischer Politiker, Bürgermeister von Lima
- Luis Morales Reyes (1936–2024), mexikanischer Geistlicher, Erzbischof von San Luis Potosí
- Luis Alberto Reyes (* 1958), honduranischer Fußballspieler
- Luis Ricardo Reyes (* 1991), mexikanischer Fußballspieler

### M
- Macarena Reyes (* 1984), chilenische Weitspringerin
- Maikel Reyes (* 1993), kubanischer Fußballspieler
- Manfred Oettl Reyes (* 1993), peruanischer Skirennläufer
- Manfred Reyes Villa (* 1955), bolivianischer Politiker
- Manolito Reyes (El Pozí; 1941–2012), spanischer Komiker
- Margarito Soto Reyes, mexikanischer mutmaßlicher Drogenschmuggler
- María Camila Reyes (* 2002), kolumbianische Fußballspielerin
- Mario Payssé Reyes (1913–1988), uruguayischer Architekt
- Mateo Barreiros Reyes (* 2000), brasilianischer Tennisspieler
- Miguel Reyes (Wasserspringer) (* 1994), kolumbianischer Wasserspringer
- Miguel Ángel Reyes Varela (* 1987), mexikanischer Tennisspieler
- Miguel Ángel Menéndez Reyes (1904–1982), mexikanischer Diplomat
- Milton Reyes (Fußballspieler) (* 1974), honduranischer Fußballspieler
- Monica Reyes (eigentlich Monica Reyes Heisenberg; * 1981), österreichische Sängerin und Schauspielerin

### N
- Nap Reyes (1919–1995), kubanischer Baseballspieler
- Narciso G. Reyes (1914–1996), philippinischer Diplomat und Schriftsteller
- Natalia Reyes (* 1987), kolumbianische Schauspielerin
- Nicolas Reyes, Sohn von José Reyes (Sänger)

### O
- Ornella Oettl Reyes (* 1991), peruanische Skirennläuferin

Oscar Reyes (* 1977 in London) ist ein englischer Umweltschützer und Autor.

## Leben
Reyes schloss am Somerville College der University of Oxford mit einem BA ab, bevor er seinen MA in Politik an der University of Essex machte. In der Folgezeit hielt er an der University of East London Vorlesungen im Bereich Cultural Studies, lehrte Europäische Politik an dem College Goldsmiths, University of London und war Produzent einer wöchentlichen Radiosendung bei Resonance FM in London. Weiterhin war er Autor und Moderator der Sendung  World Week Watch an dem umstrittenen iranischen Regierungs-Fernsehsender Press TV.
2005 wurde Reyes Young Fellow am Transnational Institute (TNI) in London. Er arbeitete dort am Projekt Environmental Justice. 
Derzeit (August 2013) ist Reyes Associate Fellow am Institute for Policy Studies in Washington, D.C.
Gleichzeitig ist Reyes der für Umweltfragen zuständige Herausgeber bei der in London zweimal im Monat erscheinenden linken Zeitschrift Red Pepper.
Reyes schreibt für verschiedene Tageszeitungen und Zeitschriften gelegentlich Beiträge, so für The Guardian.

## Arbeitsgebiete
- Emissionshandel
- Klimaschutzverhandlungen und -Konferenzen der UNO
- Politik in der EU und in Großbritannien
- Globalisierung und Soziale Bewegungen weltweit

## Veröffentlichungen
- 2010: Zusammen mit Tamra Gilbertson: Globaler Emissionshandel. Wie Luftverschmutzer belohnt werden, Brandes & Apsel, Frankfurt am Main ISBN 978-3-86099-742-0.
- 2011: Power to the People? I und II, Institute for Policy Studies, Washington D.C., USA.

### P
- Patricio Reyes (* 1957), chilenischer Fußballspieler
- Pedro Reyes (Boxer) (1959–2024), kubanischer Boxer
- Pedro Reyes (Schauspieler) (1961–2015), spanischer Schauspieler und Komiker
- Pedro Reyes (Fußballspieler) (Pedro Antonio Reyes González; * 1972), chilenischer Fußballspieler
- Pedro Reyes (Künstler) (* 1972), mexikanischer Bildhauer und Architekt
- Pedro Reyes (Karambolagespieler), ecuadorianischer Karambolagespieler

### R
- Radhamés Reyes Alfau (1923–2006), dominikanischer Komponist, Musiker und Arrangeur
- Rafael Reyes (1849–1921), kolumbianischer Entdeckungsreisender, Diplomat und Politiker, Präsident 1904 bis 1909
- Raúl Reyes (1948–2008), kolumbianischer Guerillakämpfer
- Rosie Reyes (1939–2024), mexikanische Tennisspielerin

### S
- Salvador Reyes (1936–2012), mexikanischer Fußballspieler
- Salvador Luis Reyes (* 1968), mexikanischer Fußballspieler und -trainer
- Sandra Reyes (1975–2024), kolumbianische Schauspielerin
- Sandro Reyes (* 2003), philippinischer Fußballspieler
- Sandy Reyes (* vor 1981), dominikanischer Merengue-Sänger
- Sergio Reyes (* 1981), US-amerikanischer Marathonläufer
- Silvestre Reyes (* 1944), US-amerikanischer Politiker
- Silvia Reyes (* 1981), peruanische Fußballschiedsrichterin
- Sofía Reyes (* 1995), mexikanische Popsängerin

### T
- Tito Reyes (1928–2007), argentinischer Tangosänger und -dichter

### U
- Ulises Antonio Gutiérrez Reyes (* 1951), venezolanischer Geistlicher, Erzbischof von Ciudad Bolívar
- Úrsulo Galván Reyes (1893–1930), mexikanischer Politiker

### V
- Víctor Manuel Román y Reyes (1872–1950), nicaraguanischer Politiker, Präsident 1947 bis 1950
- Virgilio de los Reyes, philippinischer Jurist, Hochschullehrer und Politiker